# قلعه رومئو

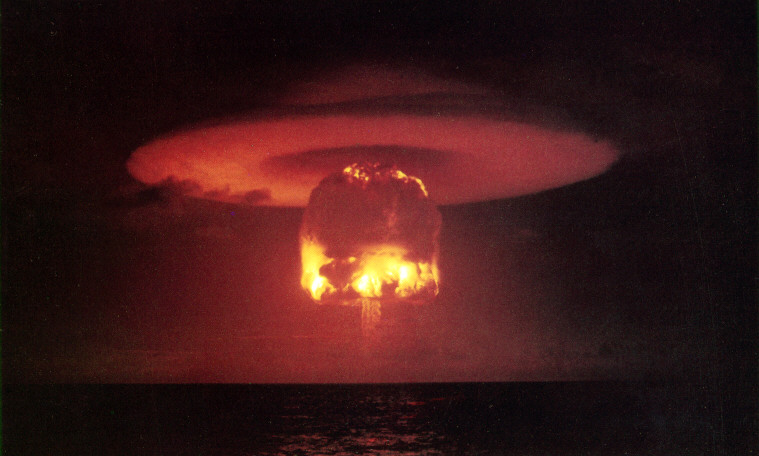
نمایی از ابر قارچی تشکیل شده بر اثر آزمایش قلعه رومئو

قلعه رومئو (انگلیسی: Castle Romeo) نام کد رمز یکی از آزمایش‌های اتمی در طول عملیات قلعه بود. این آزمایش در تاریخ ۲۷ مارس ۱۹۵۴ و در آب‌سنگ حلقوی بیکینی انجام شد و بمب آزمایش شده در آن از نوع بمب هیدروژنی بود.